# René van 't Hof
René van 't Hof (Rotterdam, 15 oktober 1956) is een Nederlandse acteur. Van 't Hof studeerde van 1978 tot 1980 twee jaar aan de Amsterdamse Theaterschool, afdeling Mime. Van 1980 tot 1987 werkte hij bij Theatergroep Carrousel. 
In 1989 richtte hij samen met Beppie Melissen en Leny Breederveld theatergroep Carver op waaraan hij lange tijd verbonden was. Sinds de eerste productie (1989 'Carver – Verplaatst u zich eens in mij') is de artistieke kern van Onafhankelijk Toneel (O.T.) nauw betrokken bij de voorstellingen. Voor hun tweede productie Cafe Lehmitz (1991) ontving de groep onder andere De Dommelsch Theaterprijs voor beste voorstelling van het seizoen. Bij O.T. was René van 't Hof in 1994 te zien in de titelrol in De Dresser.
Hij werkte ook veelvuldig samen met Jim van der Woude met wie hij verschillende theaterstukken speelde, waaronder het succesvolle Flossen. In 2004 werd van 't Hof freelanceacteur en hij speelde sindsdien voornamelijk nog repertoiretoneel waaronder stukken van Pinter, Beckett en Magne van den Berg. In 2014 maakte hij de solo Dag Vlieg.
Van 't Hof is ook altijd jeugdtheater blijven maken. Dit doet hij voornamelijk bij Theater Artemis in de regies van Jetse Batelaan. Onder andere De man die alles weet (winnaar Gouden Krekel) en De onzichtbare man.
Daarnaast speelde hij in een groot aantal films (onder andere als Eppie in de film Alles is Liefde), toneelstukken en televisieprogramma’s, waaronder Jiskefet. Van 't Hof kreeg bekendheid bij het grote publiek als vertolker van Kees Flodder in de eerste Flodderfilm van Dick Maas. In 2007 ontving hij de VSCD-Mimeprijs voor zijn rol in het toneelstuk Vallende ster van Bernlef door Onafhankelijk Toneel. Van 't Hof werd tweemaal genomineerd voor de Louis d'Or, in 2014 voor zijn rol in Met mijn vader in bed (auteur: Magne van den Berg) en in 2021 voor zijn rol als Clov in Eindspel (auteur: Samuel Beckett). Voor zijn rol in in de speelfilm Plan C (regie: Max Porceleyn) ontving hij in 2012 een Gouden Kalf.

## Filmografie
- Voetbalouders (2025) - Adri
- Hein (2024) - Antiquair
- TRECX (2021; af. #1.4) - Theo de Vries
- Aardbei (2020) - Hotel eigenaar (korte film)
- Harkum (2019, negen afleveringen) - Gerard
- Wat is dan liefde (2019) - Berend
- De regels van Floor (2019) - buurman
- Hotel De Grote L (film)  (2017) - Meneer Gans
- Uilenbal (2016) - Boswachter
- De grote Zwaen (2015) - Kees
- De Boskampi's (2015) - Fred
- Das Wad (2014) - Salomon (korte film)
- Oorlogsgeheimen (film) (2014) - Tulkens
- Taart (2014; afl. Alaska) - Jos
- Matterhorn (2013) - Theo[1]
- Verzet (2013) - Fons (televisie film)
- Alles is familie (2012) - Evert
- Plan C (2012) - Gerrit
- Mijn avonturen door V.Schwrm (2011) (2012 in de bioscoop) - Leraar
- De gelukkige huisvrouw (2010) - Verpleger Charles
- Gewoon Hans (2009) - Juryvoorzitter
- Succes (2008) - Jos (hoofdrol)
- Alles is Liefde (2007) - Eppie
- Ober (2006) - Oud vrouwtje in winkel
- Don (2006) - Vader Milos
- Het woeden der gehele wereld (2006) - Doodgraver
- Van Speijk televisieserie - Gerard Hoogstra (Afl., De eerste klap is geen daalder waard, 2006)
- Valse wals (2005) - Rol onbekend
- Impasse (televisiefilm, 2005) - Agent kinderboerderij
- Gadjé (televisiefilm, 2005) - Agent kinderboerderij
- Grijpstra & De Gier televisieserie - Bennie (Afl., Uit naam der liefde, 2005)
- Erik of het klein insectenboek (2004) - Houtworm
- Pietje Bell 2: De Jacht op de Tsarenkroon (2003) - Teun
- Pietje Bell (2002) - Teun
- Kwartelhof televisieserie - Joop (Afl. onbekend, 2001)
- Otje (televisiefilm, 1998) - Natuurmeneer De Boer
- Luif (1996) - Rol onbekend
- De Vliegende Hollander (1995) - Dwerg
- De man met de hoed (1993) - Hendrik Ambacht
- Flodder in Amerika! (1992) - Kees Flodder
- Hotel Amor televisieserie - Rol onbekend (1991-1992)
- Mevrouw Ten Kate en het beest in de mens (1991) - Meneer Plasschaert
- De Brug (1990) - Jos Joosten
- Donna Donna (1987) - Felix
- Mevrouw Ten Kate (1987-1991) - Meneer Plasschaert/ Appie
- Flodder (1986) - Kees Flodder

## Series op televisie en internet
- Voetbalouders (Netflix-serie, 2025)
- Haantjes (Netflix-serie, 2025) - notaris Maarten[2]
- Speculasies (2023) – Jaap van Stamelen
- Jiskefet (televisieserie) – onder andere Fritsie (Multilul), Indiaan (De Heeren van 'de Bruyne Ster' Avonturen op een COC schip), (1990–2004)

- International Standard Name Identifier: 0000 0001 3072 3582
- Library of Congress Control Number: no2015154672
- Virtual International Authority File: 291396041
- WorldCat: E39PCjGghjjBgXrd8GCGxVwt8C